# Hypericum sechmenii
Hypericum sechmenii (лат.) — редкий вид многолетних цветковых растений семейства Зверобойные (лат. Hypericaceae), произрастающий в провинции Эскишехир в центральной Анатолии (Турция). Впервые он был описан в 2009 году турецкими ботаниками Атилой Очаком и Онуром Коюнчу, которые назвали вид в честь своего коллеги-ботаника Озкана Сечмена. Они отнесли вид к роду Hypericum, а Норман Робсон позже поместил растение в секцию Adenosepalum.
Hypericum sechmenii обычно имеет пучок стеблей высотой 3-6 сантиметров и цветёт в июне-июле. Стебли растения голые и лишены волосков, листья кожистые и не имеют черешков. Цветки собраны в кластеры, образующие плоский щиток; каждый цветок имеет пять ярко-жёлтых лепестков. Несколько других видов зверобоя похожи на Hypericum sechmenii и имеют лишь незначительные внешние отличия, которые позволяют их различить. Наиболее близкие из них — Hypericum huber-morathii, Hypericum minutum и Hypericum thymopsis.
Hypericum sechmenii, встречающийся среди известняковых скал, произрастает на площади менее 10 квадратных километров, и насчитывает менее 250 сохранившихся экземпляров. Несмотря на скопления (друзы) кристаллов оксалата кальция и наличие токсичных химических веществ в таканях растения, которые предположительно отпугивают травоядных, этот вид находится под угрозой исчезновения из-за перепвыпаса домашнего скота, а также других факторов, таких как изменение климата и разрушение среды обитания.

## Ботаническое описание
Hypericum sechmenii — цветковое многолетнее травянистое растение с несколькими прямостоячими стеблями высотой 3-6 см, иногда до 8 см. Цветки пятилепестковые, жёлтые, обычно появляются в июне и июле.

### Вегетативное строение
Снаружи корни растений покрыты толстой кутикулой — защитным водонепроницаемым слоем, состоящим из жиров и воска. Непосредственно под кутикулой находятся один-два напоминающих кору слоя перидермы, состоящей из нескольких рядов мёртвых клеток. Ниже перидермы находится несколько слоёв тонкостенных клеток — собственно кора. Ткани корней полностью покрыты ксилемой для доставки воды к стеблям.
Многочисленные гладкие и голые стебли Hypericum sechmenii состоят из нескольких слоёв клеток разного типа. Снаружи тонкая кутикула покрывает один слой эпидермиса. Под эпидермисом находится несколько слоёв продолговатых перидермальных клеток. Они содержат воскообразное вещество суберин, которое обладает гидрофобностью. Некоторые клетки перидермы стеблей также содержат неорганические минералы, известные как друзы кристаллов оксалата кальция, которые могут отпугивать травоядных животных. Под перидермой находится основная ткань роста, сосудистый камбий, который образует ксилему и транспортную ткань растений, называемую флоэмой. Листья Hypericum sechmenii сидячие, не имеют черешков и прикрепляются непосредственно к стеблям. Они имеют длину около 0,2-0,5 см и плотно налегают друг на друга. Форма листьев либо яйцевидная, овальная с более широким основанием, либо тупоконечная с округлыми кончиками и клинообразными основаниями. На поверхности листьев расположены многочисленные бледные железы, а по краям - редкие чёрные железы. Вторые видны невооруженным глазом, тогда как первые можно рассмотреть только против света. У типового вида Зверобой продырявленный (H. perforatum) бледные железы содержат и выделяют эфирные масла, а чёрные содержат красные фенольные соединения (производные антрахинона), которые отпугивают некоторых насекомых-фитофагов. На верхней и нижней сторонах листьев расположены устьица, регулирующие газообмен, а под эпидермисом находится плотная фотосинтезирующая ткань. Некоторые клетки этой ткани также содержат кристаллы оксалата кальция.

### Генеративное строение

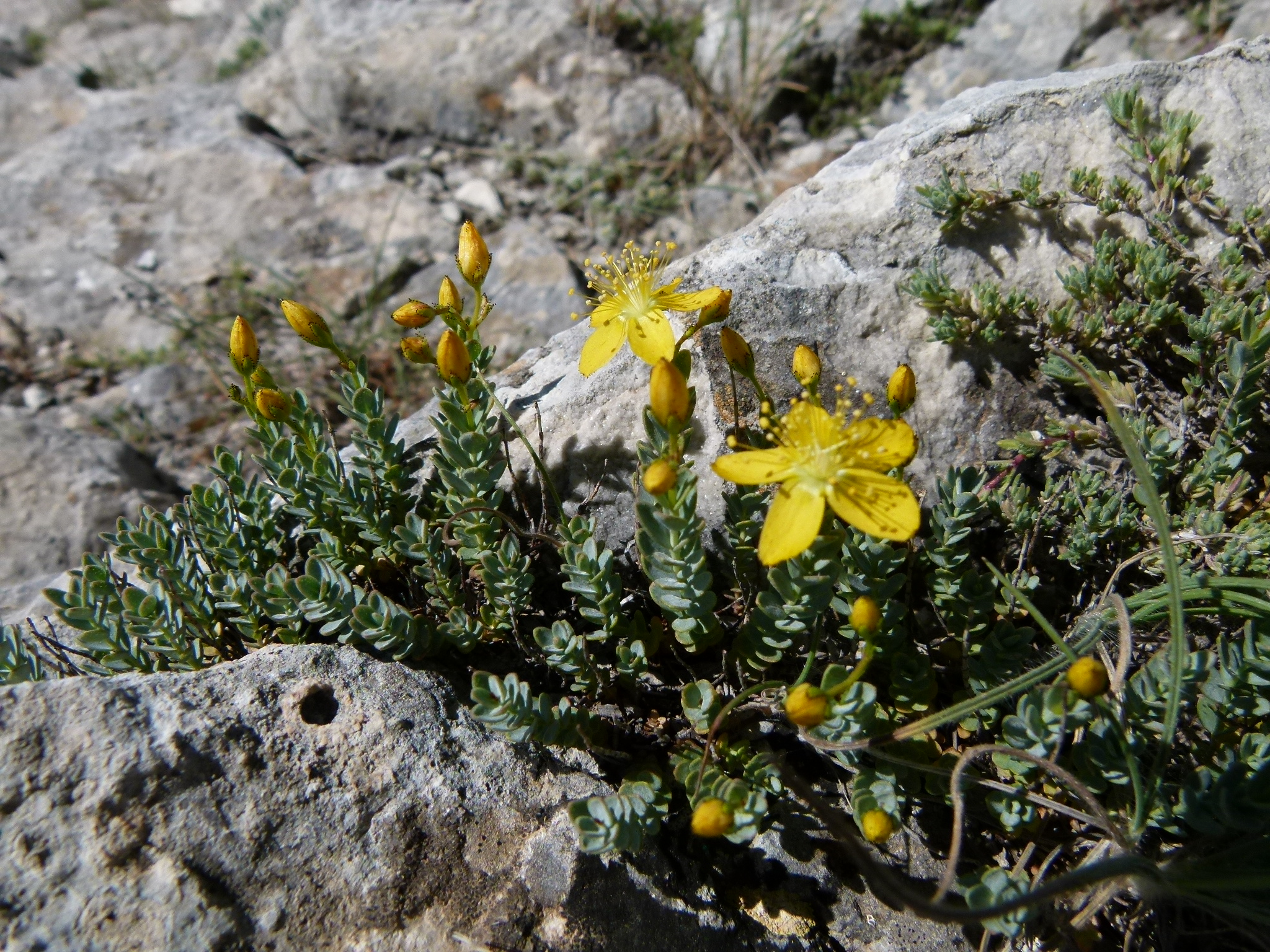
Начало цветения Hypericum sechmenii

Hypericum sechmenii обычно цветёт с июня по июль и плодоносит в июле. Соцветия формируются на концах стеблей и обычно состоят из трёх-пяти цветков каждое. Внешние цветки имеют более длинные цветоножки, чем внутренние, и благодаря этому все соцветие располагается в одной плоскости и является щитком. Прицветники длинные, с желёзками и мелкими волосками, называемыми ресничками. Листовые структуры, служащие опорой для лепестков, называемые чашелистиками, имеют длину около 0,2 см, продолговатую форму и могут быть заострёнными или закруглёнными. По краям они также имеют желёзки и маленькие волоски, как и прицветники. Однако на них могут быть точки и линии янтарного цвета, которых нет на прицветниках. Лепестки жёлтые, как у типового вида рода Зверобой, и расположены пятиугольником. Они имеют длину 0,4-0,7 см и снабжены желёзками янтарного цвета, которые имеют форму точек или коротких линий. По краям лепестков помимо янтарных есть и несколько чёрных желёзок.
Пыльцевые зёрна Hypericum sechmenii имеют три бороздки треугольной формы, а общая форма зёрен представляет собой слегка вытянутую сферу. Длина отдельного зерна составляет 17,2 мкм, ширина — 11,5 мкм. Каждая поверхностная бороздка имеет длину 12,2 мкм и ширину 2,4 мкм, а пространство между бороздками составляет 1,7 мкм в диаметре. На поверхности пыльцы есть поры длиной 2,5 мкм и шириной 2,2 мкм. Вокруг зерновки находится прочная внешняя стенка толщиной 1,5 мкм, внешний слой которой имеет сетчатый рисунок.
Коробочки 0,3-0,4 см, продолговатые, завязи имеют несколько масляных полостей, идущих вдоль капсулы. Сами семена имеют крошечные, равномерно расположенные ямки, образующие узоры, похожие на маленькие линии или лестницы.

### Схожие виды
Hypericum sechmenii по внешнему виду похож на другие виды рода Зверобой, произрастающие в Турции. В первоначальном описании было отмечено его сходство с Hypericum huber-morathii и Hypericum minutum, а также с Hypericum thymopsis.
От видов Hypericum minutum и H. huber-morathii отличается листьями, цветками и пыльцевыми зёрнами. Его листья расположены рядом и перекрывают друг друга на стебле, в то время как листья H. minutum и H. huber-morathii расположены супротивно и не перекрывают друг друга. У H. sechmenii больше цветков в соцветии (3-5), чем у H. minutum (1-3), но обычно меньше, чем у H. huber-morathii (3-12). Железы на лепестках также отличаются: у H. sechmenii они имеют янтарного цвета точки и линии, тогда как у H. minutum — янтарного цвета точки без линий, а у H. huber-morathii — только чёрные точки или железы вообще не видны. Пыльцевые зерна — ещё один способ различить эти три вида. У H. minutum на поверхности пыльцы есть крошечные выступы, называемые микроспинами, которых нет у H. sechmenii, и у H. minutum также гораздо меньше отчётливых бороздок на поверхности. Пыльцевые зерна H. sechmenii крупнее, чем у H. minutum, и мельче, чем у H. huber-morathii. У H. huber-morathii немного больше область на конце зерна, где встречаются бороздки.
Анатомически Hypericum sechmenii также похож на H. thymopsis, несмотря на довольно далекое родство. Оба вида имеют схожие устьица, благодаря которым они могут отлично расти в сухом климате, и у обоих устьица расположены на верхней и нижней сторонах листьев. Однако структура тканей стебля этих видов отличает их друг от друга. У H. sechmenii палисадная паренхима тоньше, а внутренняя часть стебля состоит исключительно из ксилемы, тогда как у H. thymopsis ткань сердцевины более мягкая и губчатая.

## Таксономия
Впервые Hypericum sechmenii был обнаружен и собран турецким ботаником Атилой Очаком в 2006 году. Голотип вида был собран в том же году Очаком в районе Гюнюзю и в настоящее время хранится в Эскишехирском университете Османгази.
Спустя три года, в декабре 2009 года, вид был официально описан Очаком и Онуром Коюнчу в журнале Annales Botanici Fennici. Авторы дали виду специфический эпитет sechmenii в знак уважения к выдающемуся турецкому таксономисту и экологу Озкану Сечмену. На турецком языке растение называется «seçmen kantaronu», что может переводиться как «зверобой Сечменский». В 2011 году вид был включён в реестр эндемичных видов флоры Турции вместе с другим недавно описанным видом Hypericum musadoganii.
В 1977 году британский таксономист Норман Робсон начал работу над монографией всего рода Hypericum. Он разделил род на 36 видов, причём почти каждый вид рода был отнесён к одному из этих видов на основе их морфологии и раннего применения молекулярной филогенетики. Однако Hypericum sechmenii не был включён в эту оригинальную монографию, поскольку он ещё не был идентифицирован как уникальный вид. Позже Робсон подтвердил выводы Очака и Коюнчу о том, что H. sechmenii является его видом, отметив его сходство с другими анатолийскими видами Hypericum, а именно Hypericum minutum и Hypericum huber-morathii. Из-за этого Робсон поместил вид в кладу, названную группой Huber-Morathii. Эта группа включает в себя пять турецких видов Hypericum и находится в большом виде Adenosepalum.

## Распространение и экология

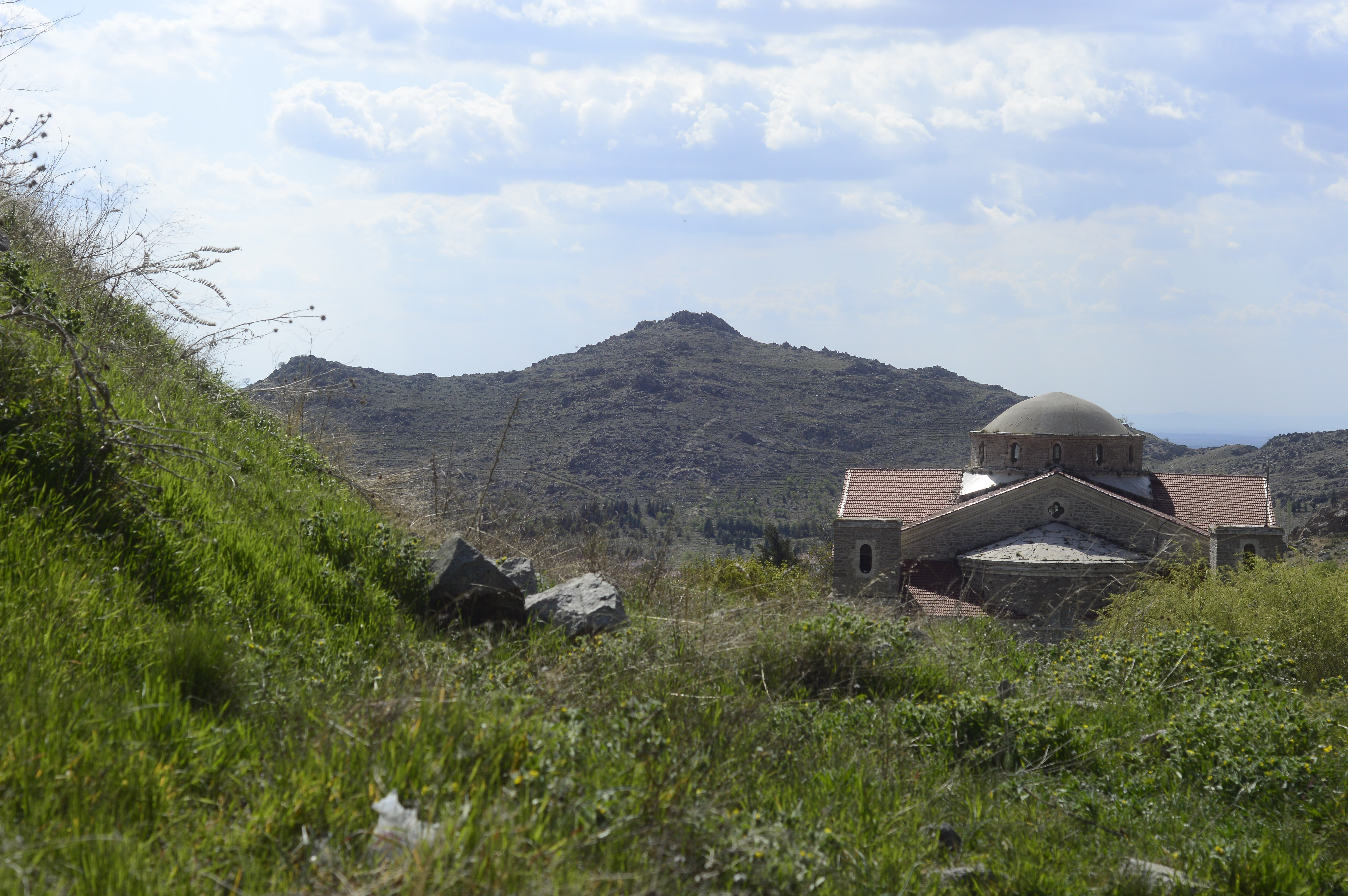
Скалистые холмы возле Каймаз, являющиеся местом обитания Hypericum sechmenii

Hypericum sechmenii — один из примерно 45 видов Hypericum, которые являются эндемиками Турции . В частности, этот вид был обнаружен в центральной Турции в провинции Эскишехир в двух отдельных местах: одно возле вершины горы Арайит, а другое между городами Каймаз и Сиврихисар. Площадь распространения на горе Арайит оценивается в 2 км2. Площадь ареала от Каймаза до Сиврихисара оценивается меньшая по размеру.

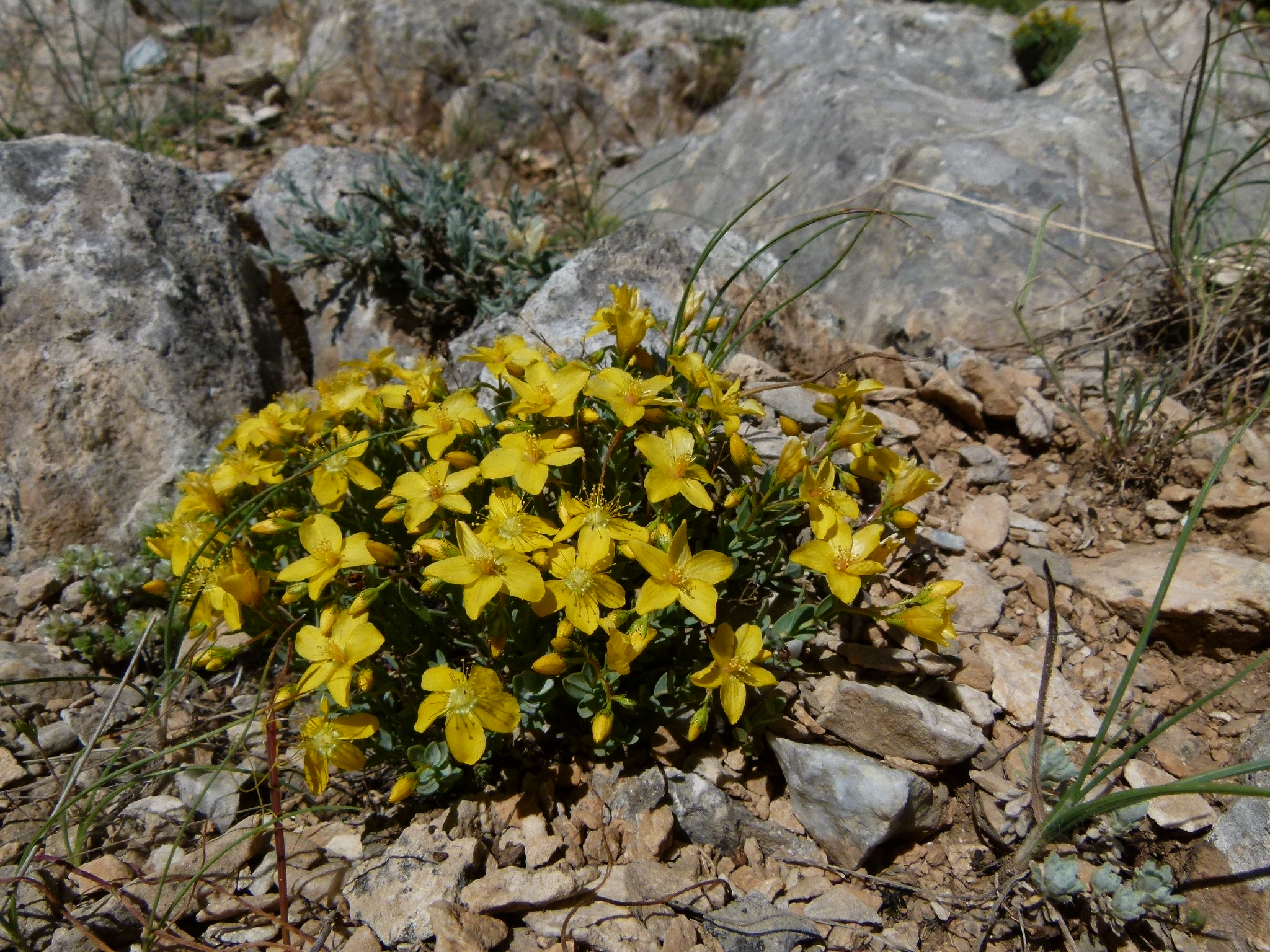
Hypericum sechmenii также встречается среди известняковых скал

Местом обитания этого вида обычно являются расщелины известняковых скал и выступов примерно на высоте 1750—1820 метров над уровнем моря. С момента открытия вида было собрано ещё несколько экземпляров, которые хранятся в различных турецких гербариях.
| Тип     | Округ      | Местонахождение   | Среда обитания               | Координаты             | Дата сбора   | Гербарий                            | Прим.  |
| ------- | ---------- | ----------------- | ---------------------------- | ---------------------- | ------------ | ----------------------------------- | ------ |
| Голотип | Гюнюзю     | Гора Арайит       | Расщелины скал               | 39°18’14"N, 31°44’51"E | 10 июня 2006 | Эскишехирский университет Османгази | [ 21 ] |
| Изотип  | Гюнюзю     | Гора Арайит       | Расщелины скал               | 39°18’14"N, 31°44’51"E | 10 июня 2006 | Университет Гази                    | [ 20 ] |
| Изотип  | Гюнюзю     | Гора Арайит       | Расщелины скал               | 39°18’14"N, 31°44’51"E | 10 июня 2006 | Университет Хаджеттепе              | [ 20 ] |
| —       | Сиврихисар | Гора Арайит       | Расщелины скал               | 39°17’47"N, 31°45’07"E | 7 июля 2011  | —                                   | [ 3 ]  |
| —       | Сиврихисар | Сиврихисар-Каймаз | Скалы в окрестностях Каймаза | 31°13’56"N, 39°32’19"E | 13 июля 2011 | —                                   | [ 3 ]  |
| 1.      |            |                   |                              |                        |              |                                     |        |

## Экология и размножение
Листья Hypericum sechmenii содержат ксероморфные устьица — поры, адаптированные для выживания растения в засушливой, степной среде обитания в Центральной Анатолии, определяемой как Ирано-Туранский флористический регион. У H. sechmenii имеются две особенности, характерные для рода Hypericum, которые отпугивают домашний скот. Первое — это наличие многочисленных чёрных желёз на краях листьев; у других видов Hypericum подобные железы, как было показано, содержат соединения, токсичные для травоядных существ. Второе — это наличие кристаллов оксалата кальция в клетках стебля и ткани листа. Они содержат минералы, которые предположительно отпугивают некоторых насекомых от пастбищ.
Hypericum sechmenii обычно произрастает рядом с небольшими кустарниками и многолетними травянистыми растениями, такими как Aethionema subulatum, Asperula nitida, Asyneuma compactum, Chaenorhinium minus, Hesperis kotschyi, Linum cariense, Ononis adenotricha, Scorzonera tomentosa, Silene falcata и Stachys lavandulifolia. С другими видами рода Hypericum встречается только совместно с Hypericum confertum.
Размножение Hypericum sechmenii осуществляется путём посадки семян весной, слегка прикрывая из землей. При температуре 10-16 °C они прорастают в течение 1-3 месяцев. Растения лучше всего растут в солнечных, сухих расщелинах скал, защищённых от зимней сырости. Деление кустов проводят весной, а черенки для укоренения заготавливают в конце лета.

## Охрана
Этот вид является очень редким: по оценкам, на территории площадью менее 10 км2 сохранилось всего около 250 растений. Вид находится под угрозой как абиотических факторов, особенно изменения климата, так и антропогенных, связанных с сельским хозяйством и выпасом домашних животных. Из-за этих угроз и неустойчиво малой численности популяции растения, биологи из Эскишехирского университета Османгази рекомендовали Международному союзу охраны природы классифицировать вид как находящийся на грани полного исчезновения, хотя по состоянию на 2013 год никаких мер по сохранению вида принято не было.